# Генерал (паровоз)
«Генерал» (англ. General) — американский паровоз типа 2-2-0 (амер. англ. 4-4-0 «American»), выпущенный в 1855 году заводом Rogers, Ketchum & Grosvenor. Во время Гражданской войны получил известность после произошедшего 12 апреля 1862 года инцидента, известного как Великая паровозная гонка. В настоящее время хранится в Южном музее истории Гражданской войны и локомотивов в городе Кеннесо (Джорджия) и занесён в Национальный реестр исторических мест США.

## Карьера паровоза

### До гражданской войны
Локомотив был построен в декабре 1855 года на заводе Rogers, Ketchum & Grosvenor в городе Патерсон (Нью-Джерси) и имел серийный номер 631. Паровоз за 8850 долларов приобрела компания Western and Atlantic Railroad в штате Джорджия, которая присвоила ему имя «Генерал». С 1856 года паровоз начал обслуживать пассажирские и грузовые поезда.

### Гражданская война
12 апреля 1862 года «Генерал» вёл грузопассажирский поезд Атланта — Чаттануга, когда на станции Биг-Шанти (ныне Кеннесо) локомотивная бригада вместе с пассажирами отправилась на обед в привокзальное кафе (вагонов-ресторанов на то время ещё не было). Воспользовавшись этим, в паровоз проникла группа из 20 рейдеров из армии Севера под руководством Джеймса Эндрюса (до станции они ехали под видом пассажиров) и угнала его. Целью захватчиков было сжечь железнодорожные мосты, тем самым блокировав пути снабжения армии в Чаттануге. Однако упорство преследовавшей их поездной бригады, которые пересели на другой паровоз — «Техас» — нарушило планы северян. К тому же, в этих условиях рейдеры не имели возможности пополнить запасы топлива и воды. В результате, когда давление пара в котле упало, диверсанты оставили «Генерала» в двух милях севернее города Рингголд, после чего скрылись.
После погони в будку паровоза поднялся Энтони Мёрфи — диспетчер паровозного парка дороги, который подтвердил наличие низкого уровня воды в котле. «Техас» дотолкал «Генерала» до Грейсвилла, где было выявлено повреждение латунного подшипника скольжения на левой стороне передней бегунковой оси. Позже «Техас» отвёл «Генерала» в Рингголд, где тот простоял до вторника 15 апреля 1862 года, пока машинист Даниэль Флек (англ. Daniel Fleck) не заменил подшипник, после чего паровоз был возвращён в строй. 2 мая того же года, спустя менее трёх недель после знаменитой погони, «Генерал» опять вёл поезд, в котором ехали Джеймс Эндрюс со своими сообщниками. Но на сей раз они уже ехали как арестованные (всех их схватили в течение недели) на суд в Атланту.
27 июня 1864 года паровоз вёл поезд с боеприпасами, когда около Кеннесо попал под артиллерийский огонь северян. Быстро разгрузив опасный груз, поезд простоял до самого вечера, после чего вернулся в Мариетту. 1 сентября 1864 года, когда войска Конфедерации оставляли Атланту, генерал Джон Белл Худ приказал взорвать склад боеприпасов, а также уничтожить находящиеся в это время в городе пять локомотивов, среди которых был и «Генерал». Вечером были подожжены 5 паровозов и 81 вагон. К утру вагоны были полностью уничтожены, а паровозы сильно повреждены. 30 сентября «Генерал» официально в числе трофеев перешёл к северянам.

### После гражданской войны
21 октября 1865 года неисправный паровоз был возвращён на Western and Atlantic Railroad, где его подвергли капитальному ремонту. Военная железнодорожная служба USMRR (United States Military Railroad) его не ремонтировала по той простой причине, что в её распоряжении уже был довольно обширный и разнообразный парк локомотивов, и «Генерал» ей был попросту не нужен. Ремонт паровоза обошёлся дороге в 2888,45 долл., после чего паровоз, доведённый до «хорошего состояния» был возвращён в поездную службу для работы с пассажирскими и грузовыми поездами. Также при этом дорога ввела нумерацию локомотивов и «Генерал» получил номер 39. В начале 1870-х паровоз подвергся переделке, связанной в основном с переводом паровозов с дровяного отопления на угольное. В связи с этим была несколько переделана топка, поставлен искрогаситель и убран один из паровых колпаков. В 1880 году номер паровоза был изменён с 39 на 3, так как паровоз на тот момент был третьим среди старейших паровозов дороги.
1 июня 1886 года, в связи с перешивкой дороги W&ARR с колеи шириной 5 футов (1524 мм) на стандартную шириной 4 фута 8½ дюймов (1435 мм), у паровозов дороги были заменены колёсные пары. Также у паровозов изменили и некоторые элементы ходовой части, но у «Генерала», ввиду его большого возраста, заменили лишь бандажи колёсных пар. Также к середине 1880-х W&ARR закупила несколько более мощных паровозов, из-за чего локомотивный парк стал иметь избыточную мощность. Поэтому с 1887 по 1888 года дорога передала устаревший «Генерал» в аренду на строительство дороги Atlanta and Florida Railway.
21 декабря 1890 года арендный договор в отношении Western & Atlantic Railroad Company истёк. В новый арендный договор тогда вступил штат Джорджия с Nashville, Chattanooga and St. Louis Railway (NC&StL Ry), чтобы управлять W&ARR, сроком на 29 лет при месячном показателе 35 001,00 долл. В результате возникла большая неразбериха с передачей собственности, включая вагоны и локомотивы, от прежнего арендатора в Джорджию к новому. В результате прежнему арендатору были переданы 44 паровоза, включая «Генерала». При этом паровоз оценили в 1500 долл.
В соответствии с арендным договором от 27 декабря 1890 года, в общей сложности в собственность NC&StL Ry переходил подвижной состав, как объявила Джорджия, на сумму 361 041 долл. Однако NC&StL Ry настаивала на стоимости 260 000 долл. Спор был решён лишь с окончанием арендного договора 27 декабря 1919 года, когда NC&StL Ry согласилась получить все старые локомотивы и вагоны, словно фактически существующие в согласованной покупательной силе 361 041 долл. Спустя много лет, это решение сыграет важную роль в вопросе определения собственности «Генерала». 
30 мая 1891 года в Чаттануге открывали памятник Джеймсу Эндрюсу. Для пущей торжественности, было решено привести и «Генерала». Паровоз прицепили в хвосте грузового поезда и доставили в Чаттанугу, где далее растопили до давления, достаточного для работы свистка. В этом рейсе присутствовал и Уильям Фуллер — один из преследователей в «Паровозной гонке». Фактически это был первый публичный показ паровоза. После торжеств «Генерал» и ещё два паровоза с бывшей W&ARR вывели из эксплуатации и перевели в резерв в Винингс (Джорджия), где паровозы стали ожидать решения руководства дороги относительно своей дальнейшей судьбы.

## Выставки
В начале 1892 года ранним утром паровоз на запасном пути в Вининсе увидела Э. Уоррен Кларк (англ. E. Warren Clark) — профессиональный фотограф и лектор из Колумбии. Кларк сделала снимки «Генерала» и двух других паровозов, после чего отправилась со снимками к Джону В. Томасу (англ. John W. Thomas) — президенту дороги NC&StL Ry с вопросом об участии паровозов на проходящей в следующем году в Чикаго Всемирной выставке и в результате получила одобрение. «Генерал» был отправлен из Винингса в Западный Нашвилл, где его реставрировали, в том числе переделали обратно под дровяное отопление. Далее паровоз перевели в Атланту, где он ожидал отправки в Чикаго. Между тем, в сентябре 1892 года в Чаттануге проходила встреча ветеранов армии Камберленд, поэтому 13 сентября на торжества своим ходом прибыл и «Генерал». Вели его машинист Билл Килин (англ. Bill Keelin) и кочегар Джон Хэметт (англ. John Hamett). В Чаттанугу паровоз прибыл в 17:45 и был размещён на запасном пути в стороне от депо Унион ближе к Южному отелю (англ. Southern Hotel). В это время в Чаттануге паровоз увидела и сфотографировала Кларк, которая потом разместила фотографию, где она у паровоза, в собственной брошюре, позже раздававшейся посетителям выставки в Чикаго. Поездка в Чаттанугу выявила сложность дровяного отопления, поэтому паровоз вскоре был возвращён в Нашвилл, где его топку снова переделали под угольное отопление, но при этом сохранили возможность применять и дрова. 12 октября 1892 года состоялся пробный запуск паровоза, который показал удовлетворительные результаты.
Весной 1893 года паровоз, который сопровождал Генри «Бастер» Карден, отправился на Всемирную выставку в Чикаго где был размещён в павильоне транспорта, в секции N, позиция 7-11, и был одним из 62 представленных локомотивов. Также NC&StL Ry предоставила Кларк специальный вагон для экспозиций, а также для временного проживания самой Кларк. После по окончании выставки паровоз был возвращён в Нашвилл для сохранения. В то время это была весьма интересная экспозиция, но это было весьма дорогим проектом Кларк, который сорвался когда всё закончилось.

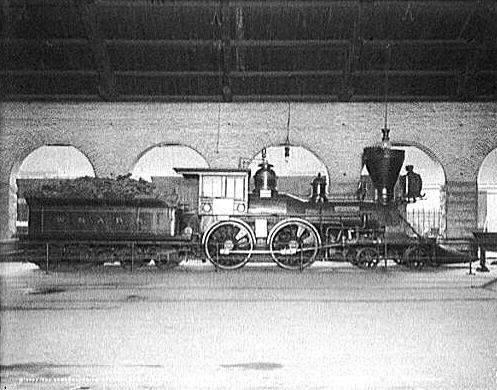
«Генерал» на выставке в Чаттануге (штат Теннесси). Ориентировочно 1907 год

В 1895 году «Генерал» был отправлен в Атланту на Всемирную выставку Хлопковых штатов. Во время выставки паровоз часто посещал и бывший кондуктор Уильям Фуллер, который один раз даже сфотографировался у паровоза. В 1897 году паровоз участвовал в выставке в Нашвилле, посвящённой 100-летию Теннесси как самостоятельного штата. Сопровождал его на этой выставке также Генри «Бастер» Карден.
16 мая 1901 года паровоз прибыл на постоянную экспозицию в депо Юнион в Чаттануге, где находился на сохранении около полувека. С 18 по 20 сентября 1906 года в Чаттануге состоялась последняя встреча участников «Рейда Эндрюса», на которой присутствовали шесть рейдеров (ещё двое не смогли приехать) и двое преследователей (Энтони Мёрфи и Генри Хэни). Участники встречи сфотографировались на фоне мемориала Эндрюса, а также на фоне «Генерала».
В 1927 году паровоз «Генерал» демонстрировался на проводимой в честь 100-летия Baltimore and Ohio Railroad «Ярмарке стальных коней» (англ. Fair of the Iron Horse), в 1933 году — на выставке «Век прогресса» (Всемирная выставка (1933)) в Чикаго, в 1939 году — на Всемирной выставке в Нью-Йорке, и наконец в 1948 году — на Чикагской железнодорожной ярмарке (en:Chicago Railroad Fair).

## В компьютерных играх

«Генерал» в игре Transport Fever 2

Паровоз №3 General представлен по умолчанию в списке подвижного состава в игре Transport Fever 2 (появляется при игре на карте Америки в 1858 году).